# عريض المنقار الأسود والأحمر
الطائر عريض المنقار الأسود والأحمر (الاسم العلمي: Cymbirhynchus macrorhynchos) هو نوع من الطيور من أسرة الطيور عريضة المنقار، ومن جنس السيمبرينتس.
تستوطن في انها وجدت في بروناي وكمبوديا واندونيسيا ولاوس وماليزيا وميانمار وسنغافورة وتايلاند وفيتنام. البيئات الطبيعية هي الغابات والأراضي المنخفضة أو شبه المدارية الرطبة وغابات المنغروف الاستوائية شبه الاستوائية.